# Sväljning
Sväljning innebär transport av föda från munhålan och ner till magsäcken. Sväljningsprocessen är både en viljestyrd och en reflexstyrd process som är känslig för neurologiska problem och försvagad inre muskulatur, se vidare dysfagi (tugg- och sväljningssvårigheter). 
Att svälja fel/sätta i halsen heter på medicinskt språk aspiration.

## Sväljningens faser
Sväljningen kan delas i in i fyra olika delar. 
- Den pre-orala fasen (från tallrik till mun)
- Den orala-fasen[2] (när maten är i munhålan)
- Den faryngeala-fasen (i svalget)
- Den esofageala-fasen (i matstrupen)

I de olika faserna är det olika förprogrammerade händelser som sker. I den orala-fasen är maten i munhålan. Där tuggas den för att finfördelas. Saliven som utsöndras hjälper till att finfördela maten samt gör att den blir lättare att svälja. Maten sväljs lättare om vi pressar ihop våra läppar. När våra läppar pressas ihop triggas sväljningsreflexen samt att ett undertryck skapas i munhålan som underlättar transporten av maten från tungan och bak om gom samt svalg. Orala-fasen är viljestyrd och kontrolleras från hjärnbarken. Orala-fasen är beroende av sensori-motoriska reflexbågen. Det betyder att signaler (via afferenta nervbanor) sänds upp till hjärnan genom att nerverna stimuleras genom känsel, tryck, beröring, samt och temperatur. 
När tuggan passerar främre gombågen så går orala-fasen över till svalg-fas (faryngeala fasen). När hjärnan har tagit emot information från de afferenta nervbanorna så omvandlas dessa till signaler som genom efferenta nerver tar sig vidare till de muskler som är involverade i sväljningsprocessen. Faryngeala fasen kallas även svalg-fasen. Denna fas är reflexstyrd. När tuggan når den främre gombågen tar sväljreflexen över vilket leder till att struphuvudet (larynx) höjs och samtidigt, som tungan börjar sin tillbakarörelse framåt, faller struplocket (epiglottis) över luftstrupen. Koordinationen mellan struplock och sväljning är viktig för att undvika felsväljning. 
I den esofageala-fasen (matstrups-fasen) aktiveras de längstgående musklerna som följer matstrupen så att ett styvt rör formas. Att matstrupen blir styv är en förutsättning för att den övre matstrupsmunnen, Posterior Esophageal Sphinkter (PES), öppnar sig och maten enkelt kan ta sig ner i matstrupen. Samtidigt som detta sker så öppnar sig även den nedre matstrupsmunnen, Lower Esophageal Sphinkter (LES), vilket gör att maten som passerat PES, matstrupen och diafragman även kan ta sig hela vägen ner i magsäcken. Matstrupen har både längsgående muskler men även ett inre lager av cirkulära muskler.
När mat transporteras från munhåla, svalg, och ner genom matstrupen är det dessa muskler som gör sammandragande muskelrörelser (peristaltiska rörelser) och dessa muskler gör det även möjligt att vi kan svälja fast vi ligger ned. I matstrupen har vi två slags muskler, tvärstrimmig- och glatt muskulatur. Översta tredjedelen av matstrupen innehåller tvärstrimmig muskulatur, den andra tredjedelen innehåller en blandning av tvärstrimmig- men främst glatt muskulatur. Den nedersta (sista tredjedelen) av matstrupen innehåller enbart glatt muskulatur. Musklerna rör sig genom att vagusnerven aktiveras men även n. glossypharyngeus. 